# Marie Kinsky von Wchinitz und Tettau
Marie Kinsky von Wchinitz und Tettau (all'anagrafe Marie Aglaë Bonaventura Theresia; Praga, 14 aprile 1940 – Grabs, 21 agosto 2021) è stata principessa consorte del Liechtenstein dal 1989 al 2021, come moglie di Giovanni Adamo II.
Nata come cittadina tedesca, durante gli anni del suo matrimonio si interessò ai settori sociale, educativo e culturale del Liechtenstein.

## Biografia

### Infanzia

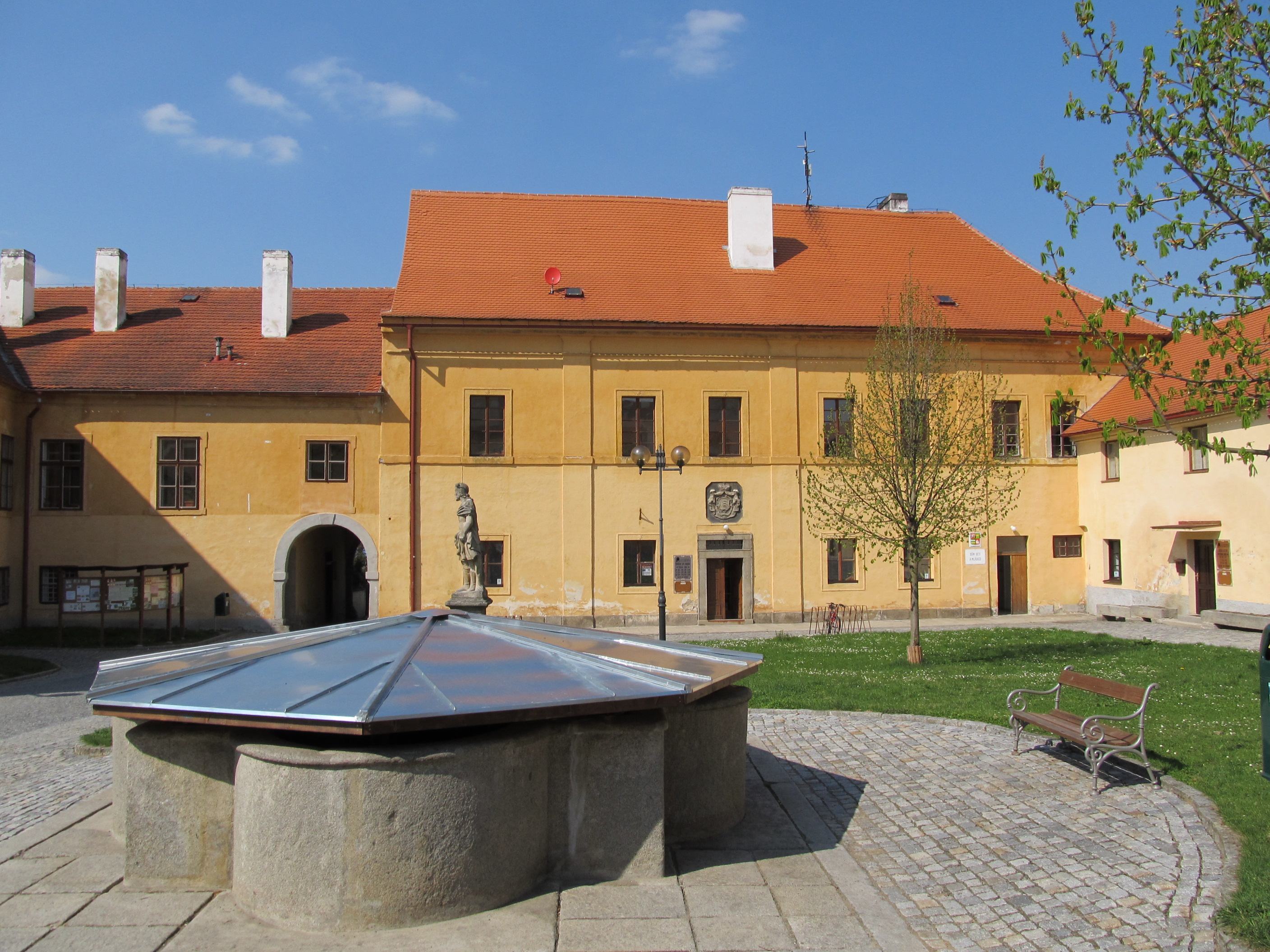
L'ex tenuta dei Kinsky a Horažďovice

Marie nacque il 14 aprile 1940 a Praga, capitale del Protettorato di Boemia e Moravia, come quarta figlia del conte Ferdinand Carl (1907-1969) e di Henriette von Ledebur-Wicheln (1910-2002).
Attaverso la nonna materna, Eleonore Larisch von Moennich (1888-1975), discendeva dal nobile Barbu Dimitrie Știrbei. I fratelli maggiori furono Ferdinand (1934-2020), Eleonore (1936) e Johannes (1937-2004); quelli minori Aglae (1941), Elisabeth (1944) e Carl Christian (1954-2016).
Trascorse i primi cinque anni della sua infanzia nel castello dei Kinsky a Horažďovice. Suo padre, capo scout e presidente onorario del club sportivo della città, gestiva la tenuta dal 1928 e vi si trasferì nel 1933 con la moglie, che imparò a parlare molto bene il ceco. Nel 1945 la famiglia dovette lasciare la residenza per effetto dei decreti Beneš e venne collocata in un campo di concentramento. Il conte Eugen, nonno materno di Marie, fu internato a Terezín e morì il 12 novembre dello stesso anno.
Marie e la famiglia riuscirono a lasciare il campo e il paese alla volta della Germania, dove furono ospitati dai baroni Sedlnitzky-Odrowaz von Choltitz presso il castello di Ering.

### Istruzione

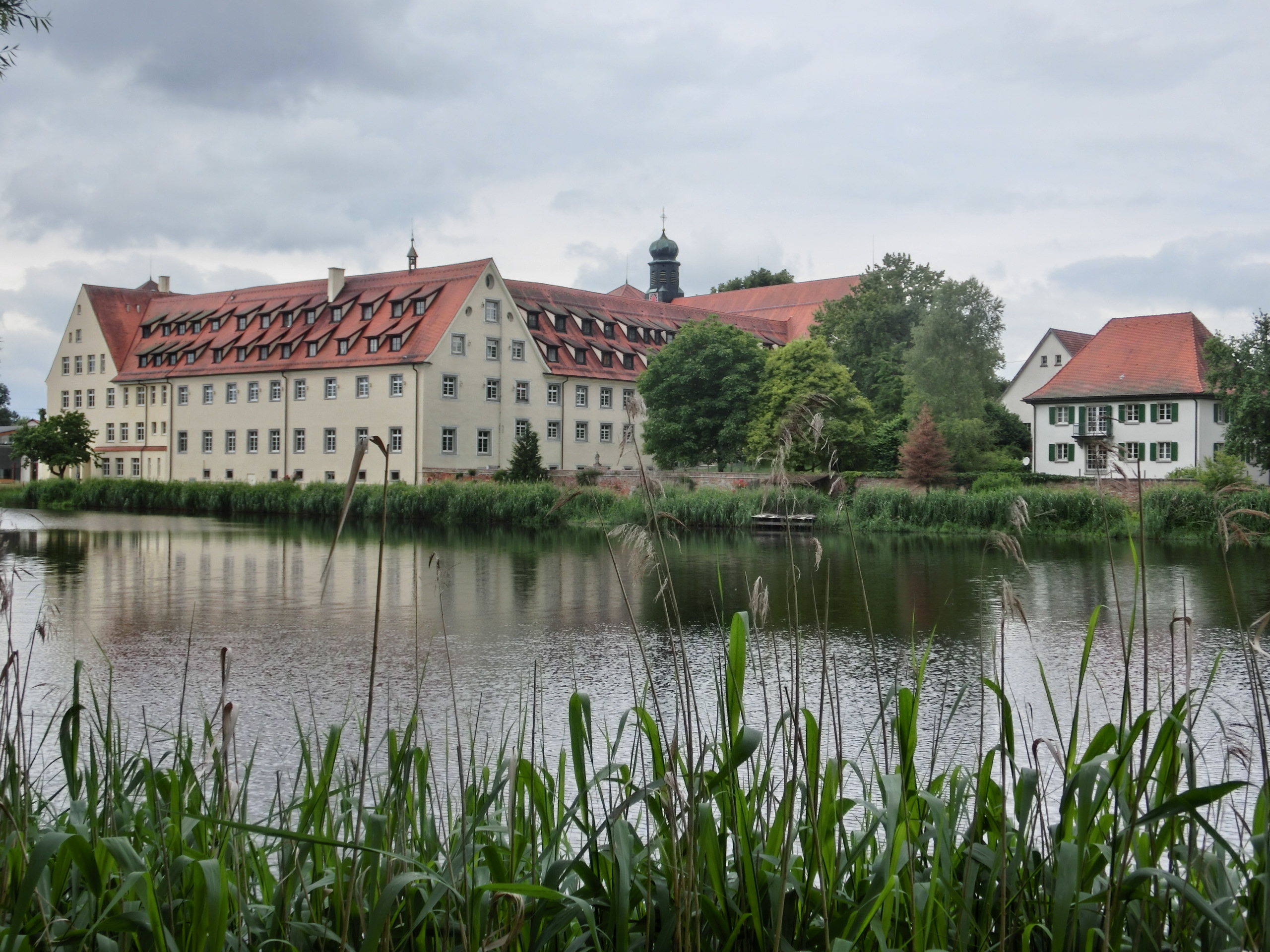
Il monastero benedettino di Wald

Dal 1946 al 1949 Marie frequentò la Volksschule di Ering; successivamente venne istruita dalle suore di Santa Lioba nel collegio del monastero di Wald. Dopo essersi diplomata nel 1957, andò in Inghilterra per migliorare la padronanza dell'inglese.
Al suo ritorno in Germania desiderava studiare storia dell'arte, ma la famiglia non era in grado di pagarle tali studi e frequentò per sei semestri l'Accademia di Arti Applicate a Monaco di Baviera, dove si diplomò nel 1961.
Perfezionò la conoscenza del francese compiendo un soggiorno linguistico a Parigi, per poi lavorare come grafica pubblicitaria presso una tipografia di Dachau dal 1963 fino al suo fidanzamento.

### Matrimonio
Durante le vacanze estive del 1961, Marie si recò a Vaduz per fare visita alla zia Karoline von Ledebur-Wicheln (1912-1996), moglie del principe Hans, un cugino di Francesco Giuseppe II. In seguito la principessa Gina la invitò al castello di Vaduz dove ebbe modo di fare la conoscenza dei suoi figli.
Il 17 aprile 1966 si fidanzò ufficialmente a Vaduz con il principe ereditario Giovanni Adamo; avevano come antenati comuni Ferdinand Bonaventura Kinsky e Marie von und zu Liechtenstein. Il 30 luglio 1967 si sposarono nella chiesa di San Florino in una cerimonia officiata da Johannes Vonderach.

### Attività

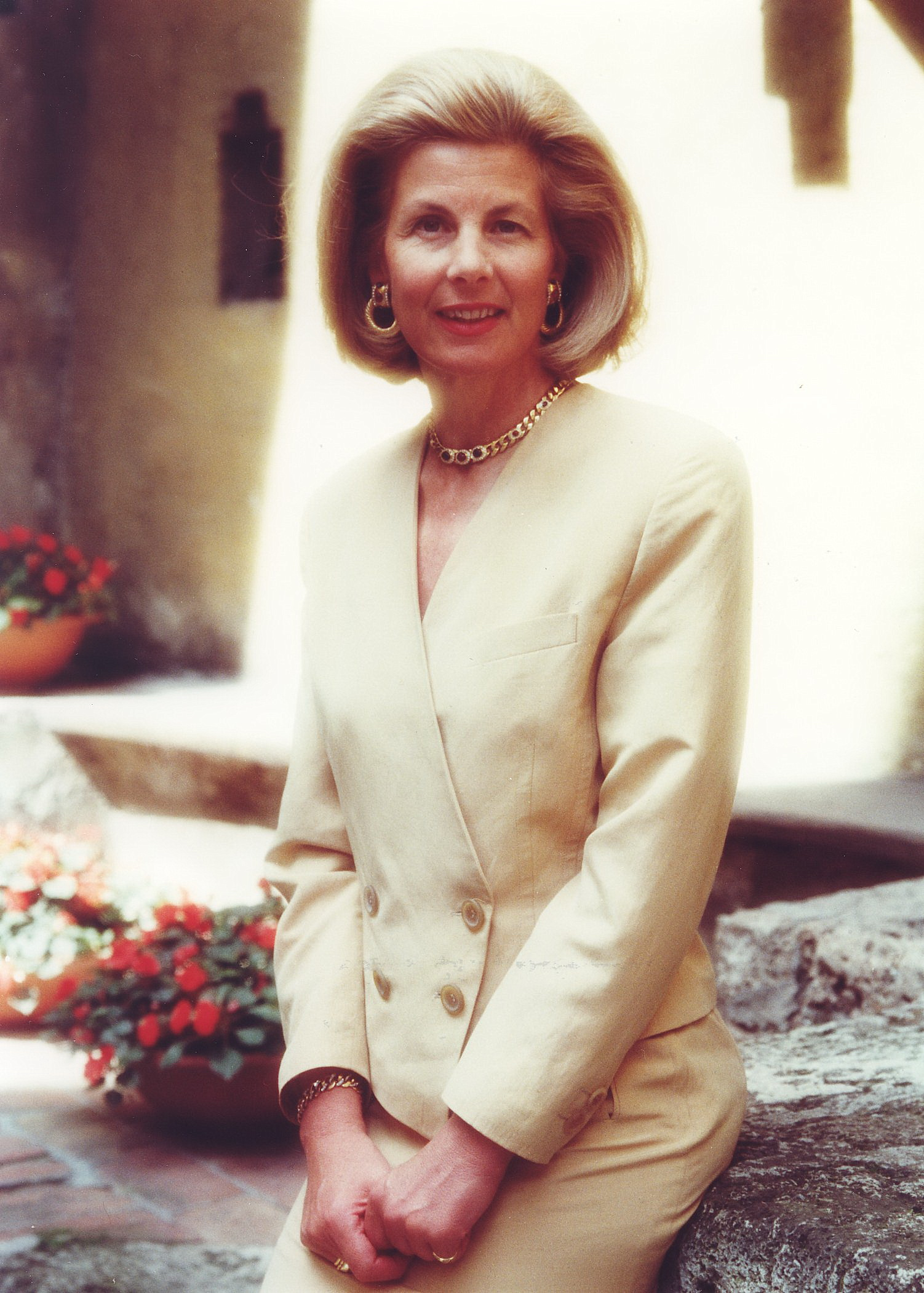

Il 23 agosto 1968 prese parte a una manifestazione contro l'invasione della Cecoslovacchia da parte del Patto di Varsavia a Vaduz e fu uno dei firmatari di un telegramma indirizzato per protesta all'ambasciata sovietica a Berna. Dal 1976 al 1978 fece parte del consiglio della LGU (Liechtensteinische Gesellschaft für Umweltschutz), società di protezione ambientale del Liechtenstein, e subentrò alla suocera nel ruolo di presidente della Vereins für Heilpädagogische Hilfe in Liechtenstein dal 1983 fino al 2005, promuovendo l'inclusione delle persone disabili.
Nello stesso anno salì alla presidenza della Società per l'Aiuto Ortopedico e, come parte dei suoi incarichi in ambito artistico e culturale, dell'Ehrenkomitees der Internationalen Meisterkurse, che si occupa di alta formazione musicale nel Paese dal 1971. Dal 1984 iniziò ad affiancare il marito, nominato reggente dal padre, nei suoi doveri di rappresentanza.
Nel 1985 succedette alla suocera come presidente della Croce Rossa nazionale (LRK). Durante la sua presidenza l'organizzazione intensificò gli aiuti esteri e i rapporti con l'Europa orientale, specie negli anni '90 durante il periodo delle guerre jugoslave. Entrò in carica come principessa consorte alla morte del suocero, il 13 novembre 1989, e divenne duchessa di Troppau, Jägerndorf e contessa di Rietberg. Nel 1990 assunse la presidenza onoraria della Verband Liechtensteinischer Familienhilfen, una società che si occupa di sostegno alle famiglie. Dal 2004 fece meno apparizioni pubbliche in seguito alla nomina a reggente del figlio Luigi.
Nel 2005 divenne presidente onoraria della Società per l'Aiuto Ortopedico e dell'HPZ (Heilpädagogisches Zentrum). Nel 2012 fu invece nominata senatrice onoraria del pontificio ateneo di Heiligenkreuz e nel 2015 divenne presidente onoraria della LRK, alla cui guida le succedette la nuora Sofia. Alla LRK fu devoluto il ricavato di una serie di francobolli emessa in occasione dei suoi cinquant'anni di matrimonio, nel 2017. Il 22 aprile dello stesso anno si recò con la famiglia in Vaticano; fu una figura influente sulla vita della chiesa cattolica in Liechtenstein attraverso la propria religiosità. Fu anche un membro della società storica del Liechtenstein.

### Morte

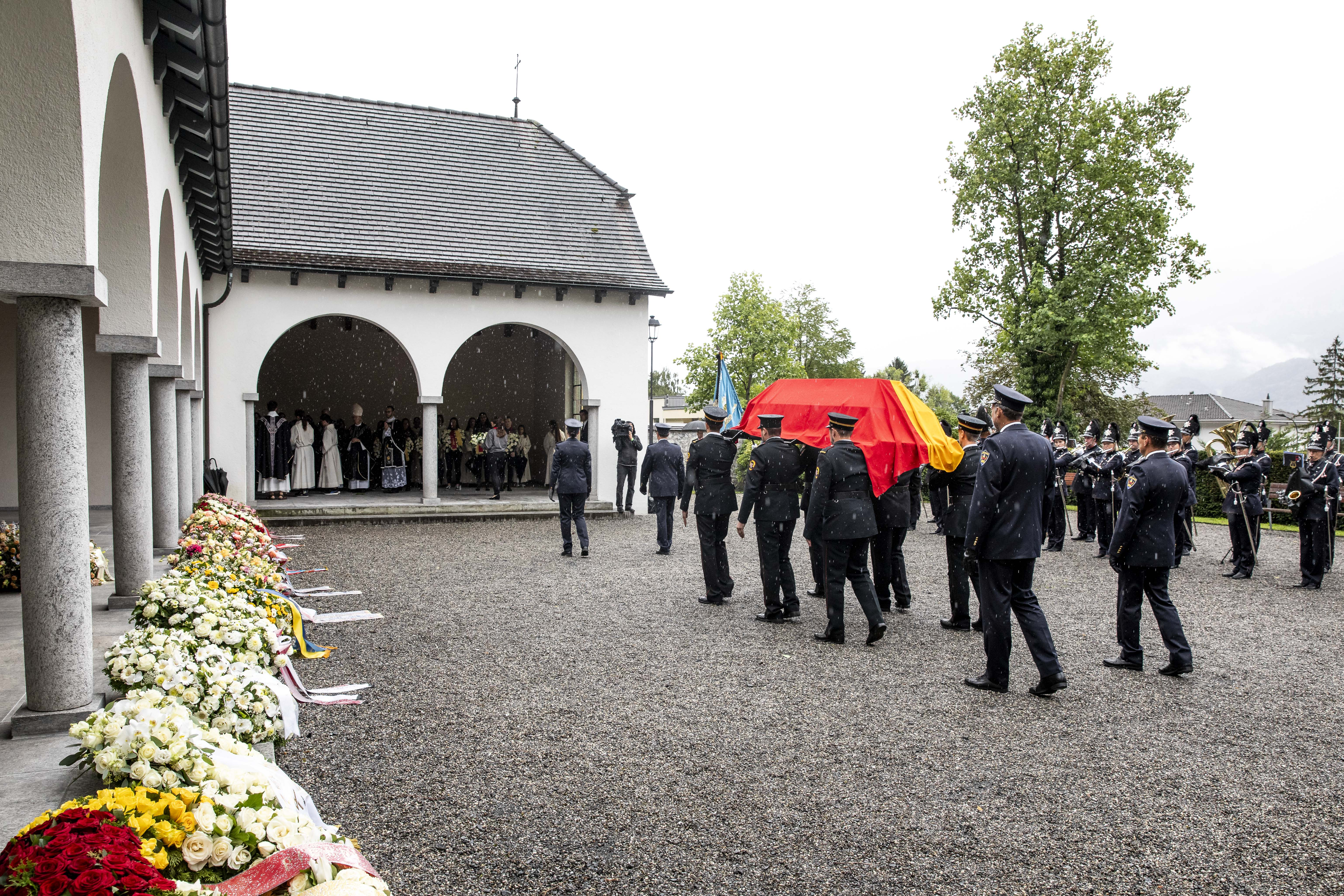
Il funerale della principessa Marie

Il 18 agosto 2021 venne colpita da un ictus, cui seguì il decesso alle 16:43 del 21 agosto presso l'ospedale di Grabs, all'età di 81 anni. Le campane delle chiese del Principato suonarono dalle 20:15 alle 20:30.
Il Governo proclamò il lutto nazionale fino al 28 agosto, quando ebbero luogo i funerali di Stato nella cattedrale di San Florino prima della sepoltura della salma all'interno della cripta di famiglia.
Nel periodo di lutto le bandiere degli edifici pubblici e della famiglia principesca furono issate a mezz'asta e il servizio funebre fu trasmesso in diretta televisiva sul Landeskanal.

## Discendenza
Marie Kinsky von Wchinitz und Tettau e Giovanni Adamo II del Liechtenstein ebbero tre figli e una figlia:
- Principe Luigi (1968), con la moglie Sofia di Baviera (1967) ha quattro figli;[27]
- Principe Massimiliano (1969), con la moglie Angela Gisela Brown (1958) ha un figlio;[28]
- Principe Costantino (1972-2023), con la moglie Marie Kálnoky de Köröspatak (1975) ebbe tre figli;[29]
- Principessa Tatiana (1973), con il marito Philipp von Lattorff (1968) ha sette figli.[30]

## Titoli e trattamento
- 14 aprile 1940 - 30 luglio 1967: Contessa Marie Kinsky von Wchinitz und Tettau
  - In tedesco: Gräfin Marie Kinsky von Wchinitz und Tettau[6]
- 30 luglio 1967 - 13 novembre 1989: Sua Altezza Serenissima, la principessa ereditaria del Liechtenstein
  - In tedesco: Ihre Durchlaucht die Erbprinzessin von und zu Liechtenstein[31]
- 13 novembre 1989 ‐ 21 agosto 2021: Sua Altezza Serenissima, la principessa del Liechtenstein, duchessa di Troppau e Jägerndorf, contessa di Rietberg
  - In tedesco: Ihre Durchlaucht die Fürstin von und zu Liechtenstein, Herzogin von Troppau und Jägerndorf, Gräfin zu Rietberg[6][31]

## Ascendenza
|                                                  |                        |                                       | Genitori                             |  |  | Nonni |  |  | Bisnonni                                             |  |  | Trisnonni                             |  |
|                                                  |                        |                                       |                                      |  |  |       |  |  | Ferdinand Bonaventura Kinsky von Wchinitz und Tettau |  |  | Rudolf Kinsky von Wchinitz und Tettau |  |
|                                                  |                        |                                       |                                      |  |  |       |  |  | Ferdinand Bonaventura Kinsky von Wchinitz und Tettau |  |  | Rudolf Kinsky von Wchinitz und Tettau |  |
|                                                  |                        | Wilhelmine von Colloredo-Mannsfeld    |                                      |  |  |       |  |  | Ferdinand Bonaventura Kinsky von Wchinitz und Tettau |  |  |                                       |  |
| Ferdinand Vincenz Kinsky von Wchinitz und Tettau |                        |                                       |                                      |  |  |       |  |  | Ferdinand Bonaventura Kinsky von Wchinitz und Tettau |  |  |                                       |  |
|                                                  |                        | Marie von und zu Liechtenstein        | Karl von und zu Liechtenstein        |  |  |       |  |  |                                                      |  |  |                                       |  |
|                                                  |                        | Marie von und zu Liechtenstein        | Karl von und zu Liechtenstein        |  |  |       |  |  |                                                      |  |  |                                       |  |
|                                                  |                        | Marie von und zu Liechtenstein        | Franziska von Wrbna und Freudenthal  |  |  |       |  |  |                                                      |  |  |                                       |  |
| Ferdinand Carl Kinsky von Wchinitz und Tettau    |                        | Marie von und zu Liechtenstein        |                                      |  |  |       |  |  |                                                      |  |  |                                       |  |
|                                                  |                        | Adolf von Auersperg                   | Karl Wilhelm II von Auersperg        |  |  |       |  |  |                                                      |  |  |                                       |  |
|                                                  |                        | Adolf von Auersperg                   | Karl Wilhelm II von Auersperg        |  |  |       |  |  |                                                      |  |  |                                       |  |
|                                                  |                        | Adolf von Auersperg                   | Friederike von Lenthe                |  |  |       |  |  |                                                      |  |  |                                       |  |
| Aglaë von Auersperg                              |                        | Adolf von Auersperg                   |                                      |  |  |       |  |  |                                                      |  |  |                                       |  |
|                                                  |                        | Johanna Festetics de Tolna            | Ernst Festetics de Tolna             |  |  |       |  |  |                                                      |  |  |                                       |  |
|                                                  |                        | Johanna Festetics de Tolna            | Ernst Festetics de Tolna             |  |  |       |  |  |                                                      |  |  |                                       |  |
|                                                  |                        | Johanna Festetics de Tolna            | Johanna Kotz z Dobrze                |  |  |       |  |  |                                                      |  |  |                                       |  |
| Marie Kinsky von Wchinitz und Tettau             |                        | Johanna Festetics de Tolna            |                                      |  |  |       |  |  |                                                      |  |  |                                       |  |
|                                                  | Johann Ledebur-Wicheln | Adolf von Ledebur-Wicheln             |                                      |  |  |       |  |  |                                                      |  |  |                                       |  |
|                                                  | Johann Ledebur-Wicheln | Adolf von Ledebur-Wicheln             |                                      |  |  |       |  |  |                                                      |  |  |                                       |  |
|                                                  | Johann Ledebur-Wicheln | Johanna von Nostitz-Rieneck           |                                      |  |  |       |  |  |                                                      |  |  |                                       |  |
| Eugen Ledebur-Wicheln                            | Johann Ledebur-Wicheln |                                       |                                      |  |  |       |  |  |                                                      |  |  |                                       |  |
|                                                  |                        | Karoline Czernin von und zu Chudenitz | Jaromir Czernin von und zu Chudenitz |  |  |       |  |  |                                                      |  |  |                                       |  |
|                                                  |                        | Karoline Czernin von und zu Chudenitz | Jaromir Czernin von und zu Chudenitz |  |  |       |  |  |                                                      |  |  |                                       |  |
|                                                  |                        | Karoline Czernin von und zu Chudenitz | Karoline Schaffgotsche               |  |  |       |  |  |                                                      |  |  |                                       |  |
| Henriette von Ledebur-Wicheln                    |                        | Karoline Czernin von und zu Chudenitz |                                      |  |  |       |  |  |                                                      |  |  |                                       |  |
|                                                  |                        | Heinrich Larisch von Moennich         | Johann Larisch von Moennich          |  |  |       |  |  |                                                      |  |  |                                       |  |
|                                                  |                        | Heinrich Larisch von Moennich         | Johann Larisch von Moennich          |  |  |       |  |  |                                                      |  |  |                                       |  |
|                                                  |                        | Heinrich Larisch von Moennich         | Franziska Kast von Ebelsberg         |  |  |       |  |  |                                                      |  |  |                                       |  |
| Eleonore Larisch von Moennich                    |                        | Heinrich Larisch von Moennich         |                                      |  |  |       |  |  |                                                      |  |  |                                       |  |
|                                                  |                        | Henriette Larisch von Mönnich         | Leo Larisch von Mönnich              |  |  |       |  |  |                                                      |  |  |                                       |  |
|                                                  |                        | Henriette Larisch von Mönnich         | Leo Larisch von Mönnich              |  |  |       |  |  |                                                      |  |  |                                       |  |
|                                                  |                        | Henriette Larisch von Mönnich         | Elena Stirbey                        |  |  |       |  |  |                                                      |  |  |                                       |  |
|                                                  |                        | Henriette Larisch von Mönnich         |                                      |  |  |       |  |  |                                                      |  |  |                                       |  |